# Hanne Dahl
Hanne Dahl (født 30. august 1970 i Aalborg) er præst og tidligere Europa-Parlamentsmedlem for Junibevægelsen. Hun var bevægelsens spidskandidat ved Europa-Parlamentsvalget 2009.

## Biografi
Dahl er delvis vokset op i Malaysia, Indonesien og Singapore, hvor hun gik på internationale amerikanske skole, blev student fra Århus Katedralskole 1990 og studerede teologi på Aarhus Universitet fra 1991. Hun arbejdede som projektmedarbejder 1999-2002, frimenighedspræst i Himmerland 1998-2005, projektleder 2002-2004, politisk assistent i EU-Parlamentet 2004-2008. Hun var desuden fast kommentator på Weekendavisen 2000-2002 og medlem af bestyrelsen for Den frie Lærerskole i Ollerup 2002-2004.
I 2009 blev hun konstitueret sognepræst i Hasseris sogn ved Aalborg. Året efter blev hun præst for Morsø Frimenighed i Øster Jølby. Siden 2014 har hun været studenterpræst ved Aalborg Budolfi Provsti.
Hun er gift og har en datter med Mogens Ove Madsen, som er lektor i økonomi ved Aalborg Universitet og politisk aktiv i Socialdemokratiet. Fra et tidligere ægteskab har Hanne Dahl en søn og en datter.

## Politik
Hanne Dahl har været medlem af Radikale Venstre. Hun var folketingskandidat for Demokratisk Fornyelse i 1998, kandidat til Europa-Parlamentet for Junibevægelsen i 1999, siden 2000 medlem af Junibevægelsens landsledelse, politiske udvalg og talsperson for bevægelsen, og formand for Junibevægelsens ledelse fra 2005.
Ved Europa-Parlamentsvalget 2004 blev hun førstesuppleant til parlamentet. Hun afløste Jens-Peter Bonde som parlamentsmedlem, da han fratrådte i 2008.
I EU-Parlamentet var hun frem til juni 2009 med-formand for gruppen Uafhængighed/Demokrati (IND/DEM), næstformand for delegationen for forbindelserne med Schweiz, Island og Norge og det blandede EØS-parlamentarikerudvalg, medlem af udvalget om konstitutionelle anliggender, stedfortræder i udvalget om miljø, folkesundhed og fødevaresikkerhed, budgetkontroludvalget og udvalget om det indre marked og forbrugerbeskyttelse. Hun var desuden formand for det europæiske samarbejdsparti EUDemokraterne. Hun sad dengang som eneste dansker i formandskonferencen for Europa-parlamentet, som fastlægger arbejdsgangen i parlamentet.
Hanne Dahl var i en kortere periode i 1986 sekretariatsleder for Folkeskoleelevernes Landsorganisation